# Baza erozyjna
Baza erozyjna (podstawa erozyjna) - poziom ujścia cieku, będący granicą pogłębiania jego doliny. Jest to więc najniższy poziom, do którego w danym obszarze sięgają procesy erozji rzecznej. Baza erozyjna na danym obszarze może zmieniać się z czasem wraz ze zmianą położenia ujścia cieku. 